# Titularerzbistum Madytus
Madytus (ital.: Madito) ist ein Titularerzbistum der römisch-katholischen Kirche.
Es geht zurück auf einen untergegangenen Bischofssitz in der antiken Stadt Madytos, heute Eceabat auf der Halbinsel Gallipoli in der Türkei, die in der römischen Provinz Europa lag.
| Titularerzbischöfe von Madytus |                   |                                                                 |                   |                    |
| Nr.                            | Name              | Amt                                                             | von               | bis                |
| 1                              | Hermann Döring SJ | Apostolischer Vikar von Hiroshima (Japan)                       | 16. Juni 1921     | 14. Juli 1927      |
| 2                              | Walenty Dymek     | Weihbischof in Gnesen-Posen (Polen)                             | 10. Mai 1929      | 3. Juli 1945       |
| 3                              | Stefano Corbini   | emeritierter Bischof von Foligno (Italien)                      | 1. Oktober 1946   | 15. Oktober 1952   |
| 4                              | Józef Gawlina     | emeritierter Militärbischof der Polnischen Streitkräfte (Polen) | 29. November 1952 | 21. September 1964 |